# Sportcomplex De Greiden

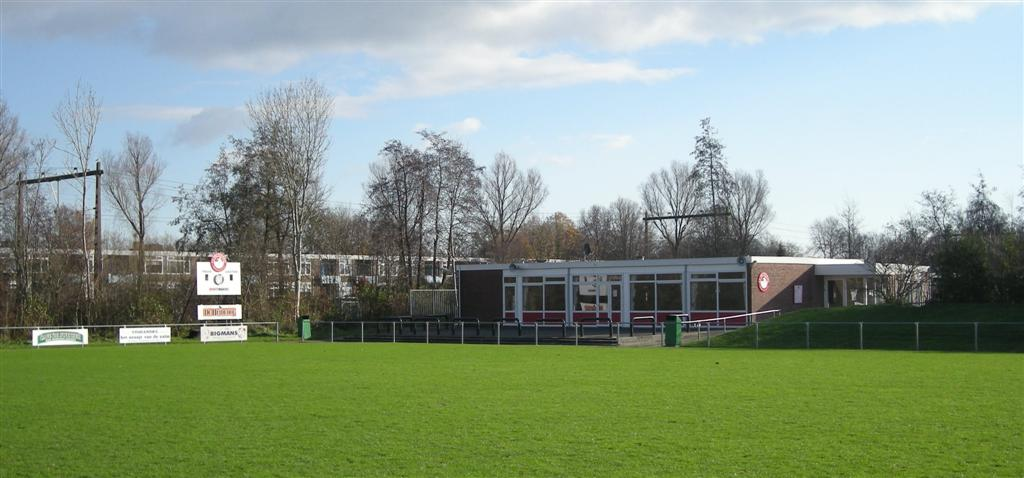
Voetbalveld VV Nieuweschoot

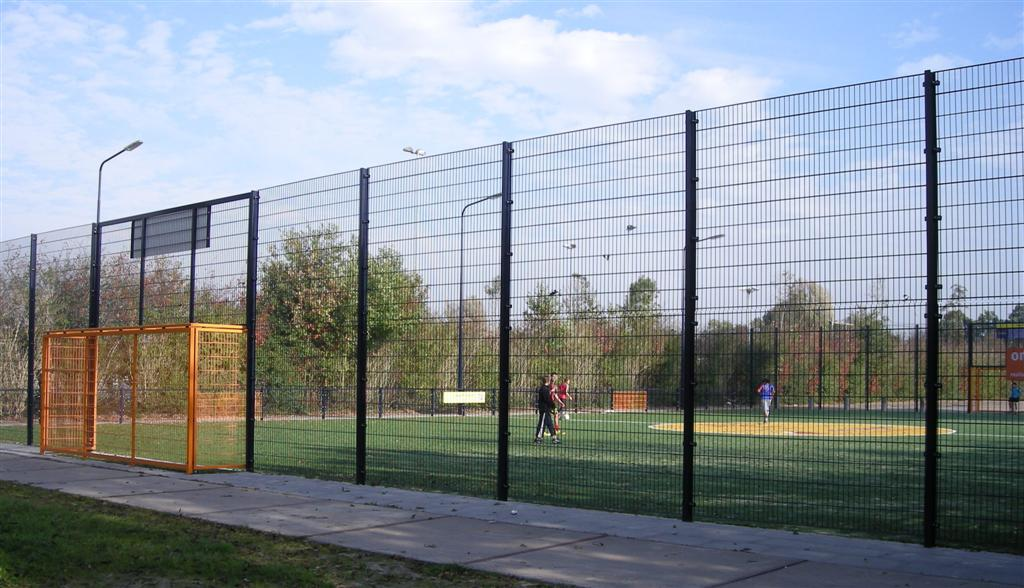
Cruyff Court It Feanfjild

Sportcomplex De Greiden  is een sportcomplex in Heerenveen op De Greiden.

## Sportaccommodaties en sportverenigingen
- Voetbalvelden, VV Nieuweschoot
- Atletiekbaan, AV Heerenveen (voorheen AV ’55)
- Cruyff Court It Feanfjild

Tot 2006 stond er ook de sporthal De Kamp, maar die is na de ingebruikname van Sportstad Heerenveen gesloopt.

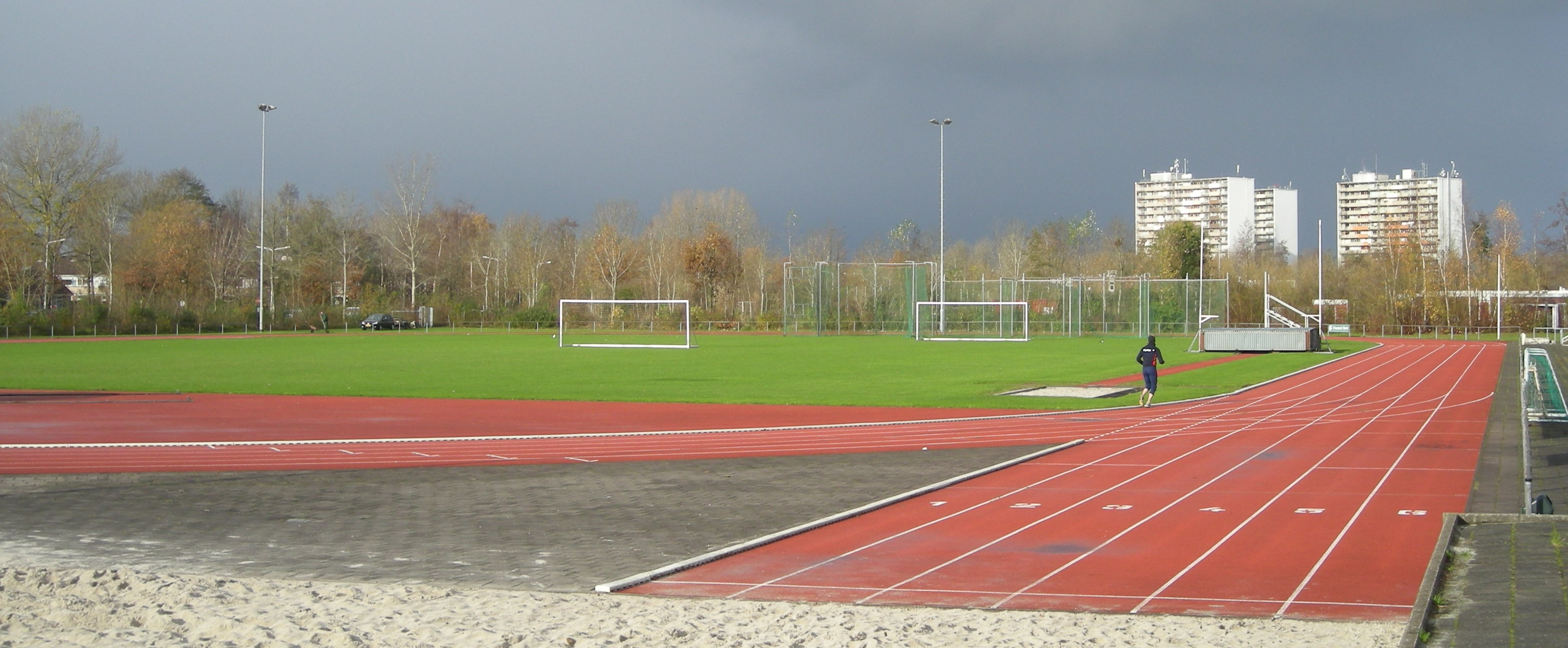
Atletiekbaan